# فردیناند ماکسیمیلیان یوزف
فردیناند ماکسیمیلیان یوزف (آلمانی: Ferdinand Maximilian Joseph Maria von Habsburg-Lothringen و اسپانیایی: Fernando Maximiliano José María de Habsburgo-Lorena‎، زادهٔ ۶ ژوئیه ۱۸۳۲ – درگذشتهٔ ۱۹ ژوئن ۱۸۶۷) آرشیدوک اتریشی و تنها حکمران امپراتوری دوم مکزیک بود. دوران امپراتوری او از ۱۰ آوریل ۱۸۶۴ تا اعدام او در ۱۹ ژوئن ۱۸۶۷ دوام داشت. ماکسیمیلیان که برادر کوچک فرانتس یوزف بود کارنامهٔ درخشانی در مقام فرمانده کل نیروی دریایی ارتش سلطنتی اتریش داشت.

## پس‌زمینهٔ تاریخی
فرانسه، همراه با اسپانیا و بریتانیای کبیر، در زمستان ۱۸۶۱ به مکزیک حمله کرد تا دولت مکزیک را وادار به بازپرداخت بدهی‌هایش به این سه قدرت کند زیرا مکزیک مدتی قبل اعلام کرده بود که بازپرداخت بدهی‌هایش را تعلیق کرده‌است. اسپانیا و بریتانیا یک سال بعد در پی مذاکرات قراردادی با دولت مکزیک و پی‌بردن به نیت اصلی فرانسه جهت تلاش برای تصرف و حکمرانی بر مکزیک، از این کشور عقب‌نشینی کردند. امپراتور ناپلئون سوم در تلاش برای مشروعیت دادن به مداخلهٔ فرانسه در مکزیک، از ماکسیمیلیان دعوت کرد تا یک سلطنت جدید و طرفدار فرانسه در مکزیک تأسیس کند. این پیشنهاد پیش از این بارها از سوی سلطنت‌طلبان مکزیک مطرح شده بود. در نهایت، ماکسیمیلیان با قول پشتیبانی نیروهای نظامی فرانسه و بنا به دعوت رسمی گروهی از اعضای حزب محافظه‌کار مکزیک که سلطنت‌طلب و مخالف با حزب لیبرال به ریاست‌جمهوری بنیتو خوارس بودند، پادشاهی مکزیک را در ۱۰ آوریل ۱۸۶۴ پذیرفت. چندین قدرت اروپایی از جمله روسیه، اتریش و پروس، این امپراتوری جدید مکزیک را به رسمیت شناختند. اما ایالات متحده آمریکا همچنان خوارس را به عنوان رئیس‌جمهور قانونی مکزیک به رسمیت می‌شناخت و تهاجم فرانسه را نقض دکترین مونرو تلقی می‌کرد ولی تداوم جنگ داخلی آمریکا، مانع از مداخله آن در موضوع بود. ماکسیمیلیان و متحدان فرانسوی‌اش هرگز جمهوری مکزیک را به‌طور کامل شکست ندادند؛ نیروهای جمهوری‌خواه به رهبری خوارس در دوران حکمرانی ماکسیمیلیان کماکان فعالیت داشتند. با پایان جنگ داخلی آمریکا در سال ۱۸۶۵، ایالات متحده شروع به پشتیبانی و تأمین کمک به نیروهای خوارس کرد. سربازان فرانسوی در سال ۱۸۶۶ شروع به عقب‌نشینی از مکزیک کردند که یکی از آن دلایل آن آغاز جنگ اتریش و پروس بود. امپراتوری مکزیک بدون کمک و پشتیبانی فرانسه فروپاشید، ماکسیمیلیان دستگیر شد و در سال ۱۸۶۷ توسط دولت جمهوری اعدام گردید. جسد وی بعداً به اتریش منتقل و در گورابه سلطنتی وین دفن شد.

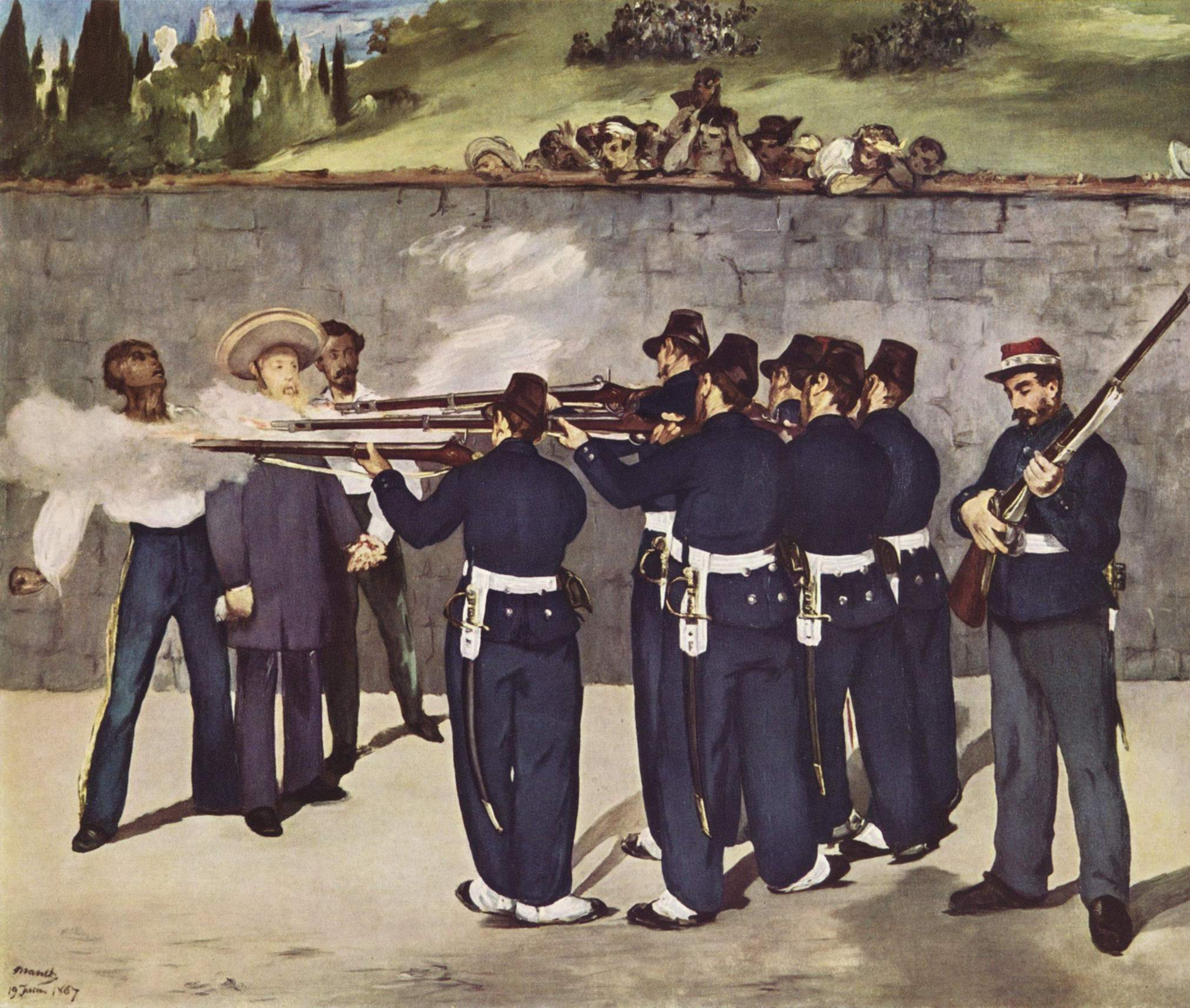
تابلوی تیرباران ماکسیمیلیان، اثر ادوارد مانه، اعدام انقلابی و تیرباران فردیناند ماکسیمیلیان یوزف، امپراتور مکزیک و ژنرال میگل میرامون و توماس میخیا، فرمانده گارد سواره‌نظام را به تصویر کشیده‌است.

## پیوندها
- Recollections of my life by Maximilian I of Mexico Vol. I at archive.org
- Recollections of my life by Maximilian I of Mexico Vol. II at archive.org
- Recollections of my life by Maximilian I of Mexico Vol. III at archive.org